# Clasificación de UEFA para la Copa Mundial de Fútbol de 1994
Para la Copa Mundial de Fútbol de 1994, la UEFA poseía un total de doce plazas directas que disputaron por 38 selecciones. El torneo clasificatorio se inició en abril de 1992, antes de la Eurocopa 1992. Alemania, campeón vigente, tuvo asegurado su lugar en el Mundial, completando así las 13 plazas para el continente.
Liechtenstein se retiró antes del sorteo. Los 37 equipos restantes fueron divididos en seis grupos: cinco de seis equipos y uno de siete (aunque al final el grupo 5 tuvo 5 equipos por la suspensión de Yugoslavia). En cada grupo se disputó una liguilla de ida y vuelta y los dos primeros se clasificaron directamente para la Copa Mundial.
Islas Feroe debutó en una fase clasificatoria. Rusia reemplazó a la desaparecida Unión Soviética. Yugoslavia estaba suspendida por las guerras yugoslavas. Tras la disolución de Checoslovaquia en enero de 1993, la selección de ese país siguió compitiendo como una sola nación bajo el nombre de «Equipo de Checos y Eslovacos».

## Grupo 1
| Pos. | Equipo   | Pts. | PJ | G | E | P | GF | GC | Dif. | Clasificación        |
| ---- | -------- | ---- | -- | - | - | - | -- | -- | ---- | -------------------- |
| 1    | Italia   | 16   | 10 | 7 | 2 | 1 | 22 | 7  | +15  | Copa Mundial de 1994 |
| 2    | Suiza    | 15   | 10 | 6 | 3 | 1 | 23 | 6  | +17  | Copa Mundial de 1994 |
| 3    | Portugal | 14   | 10 | 6 | 2 | 2 | 18 | 5  | +13  |                      |
| 4    | Escocia  | 11   | 10 | 4 | 3 | 3 | 14 | 13 | +1   |                      |
| 5    | Malta    | 3    | 10 | 1 | 1 | 8 | 3  | 23 | −20  |                      |
| 6    | Estonia  | 1    | 10 | 0 | 1 | 9 | 1  | 27 | −26  |                      |

 Fuente: [cita requerida]
| 16-8-1992 | Estonia | 0–6     | Suiza                                                      | Kadrioru, Tallin                                              |                                                               |
|           |         | Reporte | Chapuisat 23' 68' · Bregy 29' · Knup 46', 66' · Sforza 84' | Asistencia: 2,412 espectadores Árbitro(s): Michał Listkiewicz | Asistencia: 2,412 espectadores Árbitro(s): Michał Listkiewicz |

| 9-9-1992 | Suiza                   | 3–1     | Escocia     | Wankdorf, Berna                                                |                                                                |
|          | Knup 2' 71' · Bregy 81' | Reporte | McCoist 13' | Asistencia: 12,000 espectadores Árbitro(s): Mario van der Ende | Asistencia: 12,000 espectadores Árbitro(s): Mario van der Ende |

| 14-10-1992 | Italia                       | 2–2     | Suiza                     | Stadio Sant'Elia, Cagliari                                  |                                                             |
|            | R. Baggio 83' · Eranio 90+1' | Reporte | Ohrel 17' · Chapuisat 21' | Asistencia: 26,216 espectadores Árbitro(s): Peter Mikkelsen | Asistencia: 26,216 espectadores Árbitro(s): Peter Mikkelsen |

| 14-10-1992 | Escocia | 0–0     | Portugal | Ibrox Park, Glasgow                                           |                                                               |
|            |         | Reporte |          | Asistencia: 22,583 espectadores Árbitro(s): Hubert Forstinger | Asistencia: 22,583 espectadores Árbitro(s): Hubert Forstinger |

| 25-10-1992 | Malta | 0–0     | Estonia | Ta' Qali National Stadium, Ta' Qali                    |                                                        |
|            |       | Reporte |         | Asistencia: 1,456 espectadores Árbitro(s): Oğuz Sarvan | Asistencia: 1,456 espectadores Árbitro(s): Oğuz Sarvan |

| 18-11-1992 | Escocia | 0–0     | Italia | Ibrox Park, Glasgow                                          |                                                              |
|            |         | Reporte |        | Asistencia: 33,029 espectadores Árbitro(s): Aron Schmidhuber | Asistencia: 33,029 espectadores Árbitro(s): Aron Schmidhuber |

| 18-11-1992 | Suiza                                  | 3–0     | Malta | Wankdorf, Berna                                              |                                                              |
|            | Bickel 2' · Sforza 44' · Chapuisat 89' | Reporte |       | Asistencia: 14,200 espectadores Árbitro(s): Sergei Khusainov | Asistencia: 14,200 espectadores Árbitro(s): Sergei Khusainov |

| 19-12-1992 | Malta       | 1–2     | Italia                   | Ta' Qali National Stadium, Ta' Qali                      |                                                          |
|            | Gregory 85' | Reporte | Vialli 59' · Signori 62' | Asistencia: 14,191 espectadores Árbitro(s): Guy Goethals | Asistencia: 14,191 espectadores Árbitro(s): Guy Goethals |

| 24-1-1993 | Malta | 0–1     | Portugal      | Ta' Qali National Stadium, Ta' Qali                       |                                                           |
|           |       | Reporte | Rui Aguas 58' | Asistencia: 11,500 espectadores Árbitro(s): David Elleray | Asistencia: 11,500 espectadores Árbitro(s): David Elleray |

| 17-2-1993 | Escocia                     | 3–0     | Malta | Ibrox Park, Glasgow                                    |                                                        |
|           | McCoist 15' 68' · Nevin 84' | Reporte |       | Asistencia: 35,490 espectadores Árbitro(s): Ilkka Koho | Asistencia: 35,490 espectadores Árbitro(s): Ilkka Koho |

| 24-2-1993 | Portugal  | 1–3     | Italia                                       | Estádio das Antas, Oporto                               |                                                         |
|           | Couto 56' | Reporte | R. Baggio 2' · Casiraghi 25' · D. Baggio 73' | Asistencia: 30,761 espectadores Árbitro(s): Bo Karlsson | Asistencia: 30,761 espectadores Árbitro(s): Bo Karlsson |

| 24-3-1993 | Italia                                                                       | 6–1     | Malta               | La Favorita, Palermo                                          |                                                               |
|           | D. Baggio 19' · Signori 38' · Vierchowod 48' · Mancini 58' 89' · Maldini 73' | Reporte | Busuttil 68' (pen.) | Asistencia: 33,720 espectadores Árbitro(s): Vassilios Nikakis | Asistencia: 33,720 espectadores Árbitro(s): Vassilios Nikakis |

| 31-3-1993 | Suiza         | 1–1     | Portugal   | Wankdorf, Berna                                                |                                                                |
|           | Chapuisat 39' | Reporte | Semedo 44' | Asistencia: 29,095 espectadores Árbitro(s): Kim Milton Nielsen | Asistencia: 29,095 espectadores Árbitro(s): Kim Milton Nielsen |

| 14-4-1993 | Italia                      | 2–0     | Estonia | Stadio Nereo Rocco, Trieste                               |                                                           |
|           | R. Baggio 22' · Signori 87' | Reporte |         | Asistencia: 33,000 espectadores Árbitro(s): Sándor Piller | Asistencia: 33,000 espectadores Árbitro(s): Sándor Piller |

| 17-4-1993 | Malta | 0–2     | Suiza                      | Ta' Qali National Stadium, Ta' Qali                        |                                                            |
|           |       | Reporte | Ohrel 31' · Türkyilmaz 89' | Asistencia: 7,837 espectadores Árbitro(s): Ion Crǎciunescu | Asistencia: 7,837 espectadores Árbitro(s): Ion Crǎciunescu |

| 28-4-1993 | Portugal                                       | 5–0     | Escocia | Estádio da Luz, Lisboa                                  |                                                         |
|           | Rui Barros 5' 70' · Cadete 45' 72' · Futre 67' | Reporte |         | Asistencia: 28,000 espectadores Árbitro(s): Sándor Puhl | Asistencia: 28,000 espectadores Árbitro(s): Sándor Puhl |

| 1-5-1993 | Suiza        | 1–0     | Italia | Wankdorf, Berna                                                      |                                                                      |
|          | Hottiger 56' | Reporte |        | Asistencia: 32,000 espectadores Árbitro(s): Antonio Martin Navarrete | Asistencia: 32,000 espectadores Árbitro(s): Antonio Martin Navarrete |

| 12-5-1993 | Estonia | 0–1     | Malta       | Kadrioru, Tallin                                       |                                                        |
|           |         | Reporte | Laferla 16' | Asistencia: 4,500 espectadores Árbitro(s): Markus Merk | Asistencia: 4,500 espectadores Árbitro(s): Markus Merk |

| 19-5-1993 | Estonia | 0–3     | Escocia                                 | Kadrioru, Tallin                                        |                                                         |
|           |         | Reporte | Gallacher 43' · Collins 59' · Booth 73' | Asistencia: 1,800 espectadores Árbitro(s): Tore Hollung | Asistencia: 1,800 espectadores Árbitro(s): Tore Hollung |

| 2-6-1993 | Escocia                            | 3–1     | Estonia    | Pittodrie, Aberdeen                                       |                                                           |
|          | McClair 18' · Nevin 27' 72' (pen.) | Reporte | Bragin 57' | Asistencia: 14,307 espectadores Árbitro(s): Atanas Uzunov | Asistencia: 14,307 espectadores Árbitro(s): Atanas Uzunov |

| 19-6-1993 | Portugal                                                 | 4–0     | Malta | Estádio do Bessa, Oporto                                |                                                         |
|           | Nogueira 1' · Rui Costa 8' · João Pinto 23' · Cadete 85' | Reporte |       | Asistencia: 10,000 espectadores Árbitro(s): Jiří Ulrich | Asistencia: 10,000 espectadores Árbitro(s): Jiří Ulrich |

| 5-9-1993 | Estonia | 0–2     | Portugal                  | Kadrioru, Tallin                                      |                                                       |
|          |         | Reporte | Rui Costa 61' · Folha 74' | Asistencia: 2,790 espectadores Árbitro(s): Ilkka Koho | Asistencia: 2,790 espectadores Árbitro(s): Ilkka Koho |

| 8-9-1993 | Escocia     | 1–1     | Suiza            | Pittodrie, Aberdeen                                      |                                                          |
|          | Collins 50' | Reporte | Bregy 70' (pen.) | Asistencia: 21,500 espectadores Árbitro(s): Joël Quiniou | Asistencia: 21,500 espectadores Árbitro(s): Joël Quiniou |

| 22-9-1993 | Estonia | 0–3     | Italia                                 | Kadrioru, Tallin                                        |                                                         |
|           |         | Reporte | R. Baggio 20' (pen.) 73' · Mancini 59' | Asistencia: 5,350 espectadores Árbitro(s): Jan Damgaard | Asistencia: 5,350 espectadores Árbitro(s): Jan Damgaard |

| 13-10-1993 | Portugal      | 1–0     | Suiza | Estádio das Antas, Oporto                                |                                                          |
|            | João Pinto 8' | Reporte |       | Asistencia: 55,000 espectadores Árbitro(s): Hellmut Krug | Asistencia: 55,000 espectadores Árbitro(s): Hellmut Krug |

| 13-10-1993 | Italia                                   | 3–1     | Escocia       | Stadio Olimpico, Roma                                       |                                                             |
|            | Donadoni 3' · Casiraghi 16' · Eranio 80' | Reporte | Gallacher 18' | Asistencia: 61,178 espectadores Árbitro(s): Ion Crǎciunescu | Asistencia: 61,178 espectadores Árbitro(s): Ion Crǎciunescu |

| 10-11-1993 | Portugal                                     | 3–0     | Estonia | Estádio da Luz, Lisboa                                    |                                                           |
|            | Futre 2' · Océano 37' (pen.) · Rui Águas 86' | Reporte |         | Asistencia: 105,000 espectadores Árbitro(s): Eric Blareau | Asistencia: 105,000 espectadores Árbitro(s): Eric Blareau |

| 17-11-1993 | Italia        | 1–0     | Portugal | Stadio Giuseppe Meazza, Milán                              |                                                            |
|            | D. Baggio 83' | Reporte |          | Asistencia: 71,513 espectadores Árbitro(s): Ryszard Wójcik | Asistencia: 71,513 espectadores Árbitro(s): Ryszard Wójcik |

| 17-11-1993 | Malta | 0–2     | Escocia                   | Ta' Qali National Stadium, Ta' Qali                            |                                                                |
|            |       | Reporte | McKinlay 15' · Hendry 74' | Asistencia: 8,900 espectadores Árbitro(s): Periklis Vassilakis | Asistencia: 8,900 espectadores Árbitro(s): Periklis Vassilakis |

| 17-11-1993 | Suiza                                            | 4–0     | Estonia | Hardturm, Zúrich                                           |                                                            |
|            | Knup 32' · Bregy 34' · Ohrel 45' · Chapuisat 61' | Reporte |         | Asistencia: 21,000 espectadores Árbitro(s): Zoran Petrović | Asistencia: 21,000 espectadores Árbitro(s): Zoran Petrović |

## Grupo 2
| Pos. | Equipo       | Pts. | PJ | G | E | P | GF | GC | Dif. | Clasificación        |
| ---- | ------------ | ---- | -- | - | - | - | -- | -- | ---- | -------------------- |
| 1    | Noruega      | 16   | 10 | 7 | 2 | 1 | 25 | 5  | +20  | Copa Mundial de 1994 |
| 2    | Países Bajos | 15   | 10 | 6 | 3 | 1 | 29 | 9  | +20  | Copa Mundial de 1994 |
| 3    | Inglaterra   | 13   | 10 | 5 | 3 | 2 | 26 | 9  | +17  |                      |
| 4    | Polonia      | 8    | 10 | 3 | 2 | 5 | 10 | 15 | −5   |                      |
| 5    | Turquía      | 7    | 10 | 3 | 1 | 6 | 11 | 19 | −8   |                      |
| 6    | San Marino   | 1    | 10 | 0 | 1 | 9 | 2  | 46 | −44  |                      |

 Fuente: [cita requerida]
| 9-9-1992 | Noruega                                                                           | 10–0    | San Marino | Ullevaal, Oslo                                       |                                                      |
|          | Rekdal 4' 79' · Halle 6' 53' 70' · Sørloth 15' 22' · Nilsen 46' 67' · Mykland 74' | Reporte |            | Asistencia: 6,511 espectadores Árbitro(s): Esa Palsi | Asistencia: 6,511 espectadores Árbitro(s): Esa Palsi |

| 23-9-1992 | Noruega                        | 2–1     | Países Bajos | Ullevaal, Oslo                                          |                                                         |
|           | Rekdal 9' (pen.) · Sørloth 78' | Reporte | Bergkamp 10' | Asistencia: 19,998 espectadores Árbitro(s): Rémi Harrel | Asistencia: 19,998 espectadores Árbitro(s): Rémi Harrel |

| 23-9-1992 | Polonia     | 1–0     | Turquía | Miejski, Poznan                                         |                                                         |
|           | Wałdoch 33' | Reporte |         | Asistencia: 12,000 espectadores Árbitro(s): Markus Merk | Asistencia: 12,000 espectadores Árbitro(s): Markus Merk |

| 7-10-1992 | San Marino | 0–2     | Noruega               | Stadio Olimpico, Serravalle                                     |                                                                 |
|           |            | Reporte | Jakobsen 7' · Flo 19' | Asistencia: 1,187 espectadores Árbitro(s): Juan Ansuátegui Roca | Asistencia: 1,187 espectadores Árbitro(s): Juan Ansuátegui Roca |

| 14-10-1992 | Inglaterra | 1–1     | Noruega    | Wembley Stadium, Londres                                         |                                                                  |
|            | Platt 55'  | Reporte | Rekdal 77' | Asistencia: 51,441 espectadores Árbitro(s): Arturo Brizio Carter | Asistencia: 51,441 espectadores Árbitro(s): Arturo Brizio Carter |

| 14-10-1992 | Países Bajos       | 2–2     | Polonia                       | De Kuip, Róterdam                                              |                                                                |
|            | Van Vossen 43' 48' | Reporte | Koźmiński 19' · Kowalczyk 21' | Asistencia: 14,500 espectadores Árbitro(s): Arcangelo Pezzella | Asistencia: 14,500 espectadores Árbitro(s): Arcangelo Pezzella |

| 28-10-1992 | Turquía                              | 4–1     | San Marino     | 19 Mayıs, Ankara                |                                 |
|            | Hakan 37' 89' · Orhan 87' · Hami 90' | Reporte | Bacciocchi 53' | Asistencia: 22,303 espectadores | Asistencia: 22,303 espectadores |

| 18-11-1992 | Inglaterra                                   | 4–0     | Turquía | Wembley Stadium, Londres                                |                                                         |
|            | Gascoigne 16' 61' · Shearer 28' · Pearce 60' | Reporte |         | Asistencia: 42,984 espectadores Árbitro(s): Bo Karlsson | Asistencia: 42,984 espectadores Árbitro(s): Bo Karlsson |

| 16-12-1992 | Turquía    | 1–3     | Países Bajos                    | İnönü, Estambul                                               |                                                               |
|            | Feyyaz 61' | Reporte | Van Vossen 57' 87' · Gullit 59' | Asistencia: 7,585 espectadores Árbitro(s): Kurt Röthlisberger | Asistencia: 7,585 espectadores Árbitro(s): Kurt Röthlisberger |

| 17-2-1993 | Inglaterra                                         | 6–0     | San Marino | Wembley Stadium, Londres                                   |                                                            |
|           | Platt 13' 24' 67' 83' · Palmer 78' · Ferdinand 86' | Reporte |            | Asistencia: 51,154 espectadores Árbitro(s): Roger Philippi | Asistencia: 51,154 espectadores Árbitro(s): Roger Philippi |

| 24-2-1993 | Países Bajos                   | 3–1     | Turquía           | Galgenwaard, Utrecht                                                 |                                                                      |
|           | Overmars 4' · Witschge 37' 57' | Reporte | Feyyaz 36' (pen.) | Asistencia: 13,000 espectadores Árbitro(s): Antonio Martin Navarrete | Asistencia: 13,000 espectadores Árbitro(s): Antonio Martin Navarrete |

| 10-3-1993 | San Marino | 0–0     | Turquía | Stadio Olimpico, Serravalle                            |                                                        |
|           |            | Reporte |         | Asistencia: 957 espectadores Árbitro(s): Michel Piraux | Asistencia: 957 espectadores Árbitro(s): Michel Piraux |

| 24-3-1993 | Países Bajos                                                                                  | 6–0     | San Marino | Galgenwaard, Utrecht                                     |                                                          |
|           | Van den Brom 2' · Canti 29' (a.g.) · de Wolf 52' 85' · R. de Boer 68' (pen.) · Van Vossen 78' | Reporte |            | Asistencia: 12,500 espectadores Árbitro(s): Gerd Grabher | Asistencia: 12,500 espectadores Árbitro(s): Gerd Grabher |

| 31-3-1993 | Turquía | 0–2     | Inglaterra               | Kemal Atatürk Stadium, Esmirna                           |                                                          |
|           |         | Reporte | Platt 7' · Gascoigne 45' | Asistencia: 35,000 espectadores Árbitro(s): Fabio Baldas | Asistencia: 35,000 espectadores Árbitro(s): Fabio Baldas |

| 28-4-1993 | Inglaterra            | 2–2     | Países Bajos                         | Wembley Stadium, Londres                                    |                                                             |
|           | Barnes 2' · Platt 23' | Reporte | Bergkamp 34' · Van Vossen 85' (pen.) | Asistencia: 73,163 espectadores Árbitro(s): Peter Mikkelsen | Asistencia: 73,163 espectadores Árbitro(s): Peter Mikkelsen |

| 28-4-1993 | Noruega                                         | 3–1     | Turquía    | Ullevaal, Oslo                                                |                                                               |
|           | Rekdal 14' (pen.) · Fjørtoft 17' · Jakobsen 55' | Reporte | Feyyaz 57' | Asistencia: 21,530 espectadores Árbitro(s): Hans-Jürgen Weber | Asistencia: 21,530 espectadores Árbitro(s): Hans-Jürgen Weber |

| 28-4-1993 | Polonia    | 1–0     | San Marino | Stadion Widzewa, Lodz                                      |                                                            |
|           | Furtok 70' | Reporte |            | Asistencia: 20,000 espectadores Árbitro(s): Leslie Mottram | Asistencia: 20,000 espectadores Árbitro(s): Leslie Mottram |

| 19-5-1993 | San Marino | 0–3     | Polonia                           | Stadio Olimpico, Serravalle                                 |                                                             |
|           |            | Reporte | Leśniak 52' 80' · K. Warzycha 56' | Asistencia: 1,223 espectadores Árbitro(s): Plarent Kotherja | Asistencia: 1,223 espectadores Árbitro(s): Plarent Kotherja |

| 29-5-1993 | Polonia      | 1–1     | Inglaterra    | Silesian Stadium, Chorzów                                      |                                                                |
|           | Adamczuk 36' | Reporte | I. Wright 84' | Asistencia: 60,000 espectadores Árbitro(s): Serge Muhmenthaler | Asistencia: 60,000 espectadores Árbitro(s): Serge Muhmenthaler |

| 2-6-1993 | Noruega                       | 2–0     | Inglaterra | Ullevaal, Oslo                                          |                                                         |
|          | Leonhardsen 43' · Bohinen 48' | Reporte |            | Asistencia: 22,256 espectadores Árbitro(s): Sándor Puhl | Asistencia: 22,256 espectadores Árbitro(s): Sándor Puhl |

| 9-6-1993 | Países Bajos | 0–0     | Noruega | De Kuip, Róterdam                                             |                                                               |
|          |              | Reporte |         | Asistencia: 42,600 espectadores Árbitro(s): Vassilios Nikakis | Asistencia: 42,600 espectadores Árbitro(s): Vassilios Nikakis |

| 8-9-1993 | Inglaterra                                | 3–0     | Polonia | Wembley Stadium, Londres                                            |                                                                     |
|          | Ferdinand 5' · Gascoigne 49' · Pearce 53' | Reporte |         | Asistencia: 71,220 espectadores Árbitro(s): Frans Van den Wijngaert | Asistencia: 71,220 espectadores Árbitro(s): Frans Van den Wijngaert |

| 22-9-1993 | Noruega | 1–0     | Polonia | Ullevaal Stadion, Oslo                                         |                                                                |
|           | Flo 55' | Reporte |         | Asistencia: 21,968 espectadores Árbitro(s): Pierluigi Pairetto | Asistencia: 21,968 espectadores Árbitro(s): Pierluigi Pairetto |

| 22-9-1993 | San Marino | 0–7     | Países Bajos                                                             | Stadio Renato Dall'Ara, Bolonia, Italia                  |                                                          |
|           |            | Reporte | Bosman 1' 66' 76' · Jonk 21' 43' · R. de Boer 51' · R. Koeman 79' (pen.) | Asistencia: 3,340 espectadores Árbitro(s): Charles Agius | Asistencia: 3,340 espectadores Árbitro(s): Charles Agius |

| 13-10-1993 | Países Bajos                 | 2–0     | Inglaterra | De Kuip, Róterdam                                                  |                                                                    |
|            | R. Koeman 62' · Bergkamp 68' | Reporte |            | Asistencia: 48,000 espectadores Árbitro(s): Karl-Josef Assenmacher | Asistencia: 48,000 espectadores Árbitro(s): Karl-Josef Assenmacher |

| 13-10-1993 | Polonia | 0–3     | Noruega                              | Miejski, Poznan                                           |                                                           |
|            |         | Reporte | Flo 61' · Fjørtoft 63' · Johnsen 89' | Asistencia: 11,000 espectadores Árbitro(s): Václav Krondl | Asistencia: 11,000 espectadores Árbitro(s): Václav Krondl |

| 27-10-1993 | Turquía                   | 2–1     | Polonia       | İnönü, Estambul                                          |                                                          |
|            | Hakan 52' · K. Bülent 67' | Reporte | Kowalczyk 18' | Asistencia: 8,326 espectadores Árbitro(s): Alfred Wieser | Asistencia: 8,326 espectadores Árbitro(s): Alfred Wieser |

| 10-11-1993 | Turquía         | 2–1     | Noruega     | Şükrü Saraçoğlu Stadium, Estambul                            |                                                              |
|            | Ertuğrul 5' 26' | Reporte | Bohinen 48' | Asistencia: 12,000 espectadores Árbitro(s): Sergei Khusainov | Asistencia: 12,000 espectadores Árbitro(s): Sergei Khusainov |

| 17-11-1993 | Polonia     | 1–3     | Países Bajos                      | Miejski, Poznan                                          |                                                          |
|            | Leśniak 14' | Reporte | Bergkamp 10' 56' · R. de Boer 88' | Asistencia: 17,000 espectadores Árbitro(s): Leif Sundell | Asistencia: 17,000 espectadores Árbitro(s): Leif Sundell |

| 17-11-1993 | San Marino   | 1–7     | Inglaterra                                               | Stadio Renato Dall'Ara, Bolonia, Italia                           |                                                                   |
|            | Gualtieri 1' | Reporte | I. Wright 34' 46' 78' 90' · Ince 22' 73' · Ferdinand 38' | Asistencia: 2,378 espectadores Árbitro(s): Abdullah Mohamed Nazri | Asistencia: 2,378 espectadores Árbitro(s): Abdullah Mohamed Nazri |

## Grupo 3
| Pos. | Equipo            | Pts. | PJ | G | E | P | GF | GC | Dif. | Clasificación        |
| ---- | ----------------- | ---- | -- | - | - | - | -- | -- | ---- | -------------------- |
| 1    | España            | 19   | 12 | 8 | 3 | 1 | 27 | 4  | +23  | Copa Mundial de 1994 |
| 2    | Irlanda           | 18   | 12 | 7 | 4 | 1 | 19 | 6  | +13  | Copa Mundial de 1994 |
| 3    | Dinamarca         | 18   | 12 | 7 | 4 | 1 | 15 | 2  | +13  |                      |
| 4    | Irlanda del Norte | 13   | 12 | 5 | 3 | 4 | 14 | 13 | +1   |                      |
| 5    | Lituania          | 7    | 12 | 2 | 3 | 7 | 8  | 21 | −13  |                      |
| 6    | Letonia           | 5    | 12 | 0 | 5 | 7 | 4  | 21 | −17  |                      |
| 7    | Albania           | 4    | 12 | 1 | 2 | 9 | 6  | 26 | −20  |                      |

 Fuente: [cita requerida]
Notas:
1. ↑  Irlanda clasificó por encima de Dinamarca por haber anotado más goles.

| 22-4-1992 | España                             | 3–0     | Albania | Benito Villamarín, Sevilla                                     |                                                                |
|           | Míchel 2', 66' (pen.) · Hierro 87' | Reporte |         | Asistencia: 10,000 espectadores Árbitro(s): Serge Muhmenthaler | Asistencia: 10,000 espectadores Árbitro(s): Serge Muhmenthaler |

| 28-4-1992 | Irlanda del Norte        | 2–2     | Lituania                       | Windsor Park, Belfast                                    |                                                          |
|           | Wilson 13' · Taggart 16' | Reporte | Narbekovas 41' · Fridrikas 48' | Asistencia: 4,500 espectadores Árbitro(s): Rune Pedersen | Asistencia: 4,500 espectadores Árbitro(s): Rune Pedersen |

| 26-5-1992 | Irlanda                    | 2–0     | Albania | Lansdowne Road, Dublín                                     |                                                            |
|           | Aldridge 60' · McGrath 80' | Reporte |         | Asistencia: 29,727 espectadores Árbitro(s): Jaap Uilenberg | Asistencia: 29,727 espectadores Árbitro(s): Jaap Uilenberg |

| 3-6-1992 | Albania   | 1–0     | Lituania | Stadiumi Qemal Stafa, Tirana                                |                                                             |
|          | Abazi 77' | Reporte |          | Asistencia: 12,000 espectadores Árbitro(s): Octavian Streng | Asistencia: 12,000 espectadores Árbitro(s): Octavian Streng |

| 12-8-1992 | Letonia     | 1–2     | Lituania                     | Daugava Stadium, Riga                                  |                                                        |
|           | Linards 15' | Reporte | Poderis 66' · Tereškinas 85' | Asistencia: 6,897 espectadores Árbitro(s): Jozef Marko | Asistencia: 6,897 espectadores Árbitro(s): Jozef Marko |

| 26-8-1992 | Letonia | 0–0     | Dinamarca | Daugava Stadium, Riga                                    |                                                          |
|           |         | Reporte |           | Asistencia: 8,124 espectadores Árbitro(s): Alfred Wieser | Asistencia: 8,124 espectadores Árbitro(s): Alfred Wieser |

| 9-9-1992 | Irlanda                                  | 4–0     | Letonia | Lansdowne Road, Dublín                                   |                                                          |
|          | Sheedy 30' · Aldridge 59' 82' (pen.) 86' | Reporte |         | Asistencia: 32,000 espectadores Árbitro(s): Anders Frisk | Asistencia: 32,000 espectadores Árbitro(s): Anders Frisk |

| 9-9-1992 | Irlanda del Norte                      | 3–0     | Albania | Windsor Park, Belfast                                    |                                                          |
|          | Clarke 14' · Wilson 31' · Magilton 44' | Reporte |         | Asistencia: 4,756 espectadores Árbitro(s): Marnix Sandra | Asistencia: 4,756 espectadores Árbitro(s): Marnix Sandra |

| 23-9-1992 | Letonia | 0–0     | España | Daugava Stadium, Riga                                     |                                                           |
|           |         | Reporte |        | Asistencia: 6,220 espectadores Árbitro(s): Roger Philippi | Asistencia: 6,220 espectadores Árbitro(s): Roger Philippi |

| 23-9-1992 | Lituania | 0–0     | Dinamarca | Žalgiris Stadium, Vilna                                 |                                                         |
|           |          | Reporte |           | Asistencia: 10,500 espectadores Árbitro(s): Lube Spasov | Asistencia: 10,500 espectadores Árbitro(s): Lube Spasov |

| 14-10-1992 | Dinamarca | 0–0     | Irlanda | Parken, Copenhague                                         |                                                            |
|            |           | Reporte |         | Asistencia: 40,100 espectadores Árbitro(s): Ryszard Wójcik | Asistencia: 40,100 espectadores Árbitro(s): Ryszard Wójcik |

| 14-10-1992 | Irlanda del Norte | 0–0     | España | Windsor Park, Belfast                                    |                                                          |
|            |                   | Reporte |        | Asistencia: 10,343 espectadores Árbitro(s): Hellmut Krug | Asistencia: 10,343 espectadores Árbitro(s): Hellmut Krug |

| 28-10-1992 | Lituania      | 1–1     | Letonia     | Žalgiris Stadium, Vilna                                   |                                                           |
|            | Fridrikas 85' | Reporte | Linards 44' | Asistencia: 4,000 espectadores Árbitro(s): Andrew Waddell | Asistencia: 4,000 espectadores Árbitro(s): Andrew Waddell |

| 11-11-1992 | Albania  | 1–1     | Letonia        | Qemal Stafa Stadium, Tirana                             |                                                         |
|            | Kepa 67' | Reporte | Aleksejenko 3' | Asistencia: 3,500 espectadores Árbitro(s): Gerhard Kapl | Asistencia: 3,500 espectadores Árbitro(s): Gerhard Kapl |

| 18-11-1992 | Irlanda del Norte | 0–1     | Dinamarca     | Windsor Park, Belfast                                   |                                                         |
|            |                   | Reporte | H. Larsen 51' | Asistencia: 11,000 espectadores Árbitro(s): Sándor Puhl | Asistencia: 11,000 espectadores Árbitro(s): Sándor Puhl |

| 18-11-1992 | España | 0–0     | Irlanda | Ramón Sánchez-Pizjuán, Sevilla                                  |                                                                 |
|            |        | Reporte |         | Asistencia: 50,000 espectadores Árbitro(s): Alphonse Constantin | Asistencia: 50,000 espectadores Árbitro(s): Alphonse Constantin |

| 16-12-1992 | España                                                         | 5–0     | Letonia | Ramón Sánchez-Pizjuán, Sevilla                              |                                                             |
|            | Bakero 49' · Guardiola 51' · Alfonso 80' · Begiristain 82' 83' | Reporte |         | Asistencia: 19,000 espectadores Árbitro(s): Ion Crăciunescu | Asistencia: 19,000 espectadores Árbitro(s): Ion Crăciunescu |

| 17-2-1993 | Albania     | 1–2     | Irlanda del Norte          | Qemal Stafa Stadium, Tirana                                  |                                                              |
|           | Rraklli 90' | Reporte | Donaghy 15' · McDonald 41' | Asistencia: 7,000 espectadores Árbitro(s): Vesselin Bogdanov | Asistencia: 7,000 espectadores Árbitro(s): Vesselin Bogdanov |

| 24-2-1993 | España                                                                      | 5–0     | Lituania | Benito Villamarín, Sevilla                                  |                                                             |
|           | Cristóbal 5' · Bakero 12' · Begiristain 17' · Christiansen 86' · Aldana 90' | Reporte |          | Asistencia: 20,000 espectadores Árbitro(s): Alfred Micallef | Asistencia: 20,000 espectadores Árbitro(s): Alfred Micallef |

| 31-3-1993 | Dinamarca   | 1–0     | España | Parken, Copenhague                                             |                                                                |
|           | Povlsen 20' | Reporte |        | Asistencia: 40,272 espectadores Árbitro(s): Mario van der Ende | Asistencia: 40,272 espectadores Árbitro(s): Mario van der Ende |

| 31-3-1993 | Irlanda                                 | 3–0     | Irlanda del Norte | Lansdowne Road, Dublin                                         |                                                                |
|           | Townsend 20' · Quinn 22' · Staunton 28' | Reporte |                   | Asistencia: 33,000 espectadores Árbitro(s): Kurt Röthlisberger | Asistencia: 33,000 espectadores Árbitro(s): Kurt Röthlisberger |

| 14-4-1993 | Dinamarca                 | 2–0     | Letonia | Parken, Copenhague                                        |                                                           |
|           | Vilfort 23' · Strudal 76' | Reporte |         | Asistencia: 29,000 espectadores Árbitro(s): Rune Pedersen | Asistencia: 29,000 espectadores Árbitro(s): Rune Pedersen |

| 14-4-1993 | Lituania                                            | 3–1     | Albania       | Žalgiris Stadium, Vilna                                      |                                                              |
|           | Baltušnikas 20' · Sukristovas 25' · Baranauskas 63' | Reporte | Demollari 86' | Asistencia: 7,000 espectadores Árbitro(s): Eyjólfur Olafsson | Asistencia: 7,000 espectadores Árbitro(s): Eyjólfur Olafsson |

| 28-4-1993 | Irlanda   | 1–1     | Dinamarca   | Lansdowne Road, Dublin                                  |                                                         |
|           | Quinn 75' | Reporte | Vilfort 27' | Asistencia: 33,000 espectadores Árbitro(s): Rémi Harrel | Asistencia: 33,000 espectadores Árbitro(s): Rémi Harrel |

| 28-4-1993 | España                          | 3–1     | Irlanda del Norte | Benito Villamarín, Sevilla                               |                                                          |
|           | J. Salinas 21' 26' · Hierro 41' | Reporte | Wilson 11'        | Asistencia: 20,000 espectadores Árbitro(s): Leif Sundell | Asistencia: 20,000 espectadores Árbitro(s): Leif Sundell |

| 15-5-1993 | Letonia | 0–0     | Albania | Daugava Stadium, Riga                                   |                                                         |
|           |         | Reporte |         | Asistencia: 3,100 espectadores Árbitro(s): Alan Howells | Asistencia: 3,100 espectadores Árbitro(s): Alan Howells |

| 25-5-1993 | Lituania | 0–1     | Irlanda del Norte | Žalgiris Stadium, Vilna                              |                                                      |
|           |          | Reporte | Dowie 8'          | Asistencia: 6,500 espectadores Árbitro(s): Esa Palsi | Asistencia: 6,500 espectadores Árbitro(s): Esa Palsi |

| 26-5-1993 | Albania   | 1–2     | Irlanda                      | Qemal Stafa Stadium, Tirana                                   |                                                               |
|           | Kushta 8' | Reporte | Staunton 12' · Cascarino 77' | Asistencia: 7,000 espectadores Árbitro(s): Walter Cinciripini | Asistencia: 7,000 espectadores Árbitro(s): Walter Cinciripini |

| 2-6-1993 | Dinamarca                                   | 4–0     | Albania | Parken, Copenhague                                       |                                                          |
|          | J. Jensen 11' · Pingel 20' 40' · Møller 28' | Reporte |         | Asistencia: 39,503 espectadores Árbitro(s): Gerd Grabher | Asistencia: 39,503 espectadores Árbitro(s): Gerd Grabher |

| 2-6-1993 | Letonia     | 1–2     | Irlanda del Norte         | Daugava Stadium, Riga                                   |                                                         |
|          | Linards 55' | Reporte | Magilton 4' · Taggart 15' | Asistencia: 2,764 espectadores Árbitro(s): Piotr Werner | Asistencia: 2,764 espectadores Árbitro(s): Piotr Werner |

| 2-6-1993 | Lituania | 0–2     | España           | Žalgiris Stadium, Vilna                                     |                                                             |
|          |          | Reporte | Guerrero 73' 77' | Asistencia: 4,500 espectadores Árbitro(s): Gheorghe Ionescu | Asistencia: 4,500 espectadores Árbitro(s): Gheorghe Ionescu |

| 9-6-1993 | Letonia | 0–2     | Irlanda                    | Daugava Stadium, Riga                               |                                                     |
|          |         | Reporte | Aldridge 14' · McGrath 42' | Asistencia: 5,113 espectadores Árbitro(s): Dick Jol | Asistencia: 5,113 espectadores Árbitro(s): Dick Jol |

| 16-6-1993 | Lituania | 0–1     | Irlanda      | Žalgiris Stadium, Vilna                                   |                                                           |
|           |          | Reporte | Staunton 38' | Asistencia: 7,000 espectadores Árbitro(s): Roger Philippi | Asistencia: 7,000 espectadores Árbitro(s): Roger Philippi |

| 25-8-1993 | Dinamarca                                                | 4–0     | Lituania | Parken, Copenhague                                         |                                                            |
|           | L. Olsen 13' · Pingel 44' · B. Laudrup 64' · Vilfort 71' | Reporte |          | Asistencia: 40,282 espectadores Árbitro(s): Brági Bergmann | Asistencia: 40,282 espectadores Árbitro(s): Brági Bergmann |

| 8-9-1993 | Albania | 0–1     | Dinamarca  | Qemal Stafa Stadium, Tirana                              |                                                          |
|          |         | Reporte | Pingel 63' | Asistencia: 8,000 espectadores Árbitro(s): Loizos Loizou | Asistencia: 8,000 espectadores Árbitro(s): Loizos Loizou |

| 8-9-1993 | Irlanda                     | 2–0     | Lituania | Lansdowne Road, Dublin                                    |                                                           |
|          | Aldridge 4' · Kernaghan 25' | Reporte |          | Asistencia: 33,000 espectadores Árbitro(s): Rune Pedersen | Asistencia: 33,000 espectadores Árbitro(s): Rune Pedersen |

| 8-9-1993 | Irlanda del Norte    | 2–0     | Letonia | Windsor Park, Belfast                                         |                                                               |
|          | Quinn 35' · Gray 80' | Reporte |         | Asistencia: 6,400 espectadores Árbitro(s): João Pinto Correia | Asistencia: 6,400 espectadores Árbitro(s): João Pinto Correia |

| 22-9-1993 | Albania    | 1–5     | España                                          | Qemal Stafa Stadium, Tirana                            |                                                        |
|           | Kushta 40' | Reporte | J. Salinas 4' 30' 58' · Toni 18' · Caminero 67' | Asistencia: 3,000 espectadores Árbitro(s): Rémi Harrel | Asistencia: 3,000 espectadores Árbitro(s): Rémi Harrel |

| 13-10-1993 | Dinamarca      | 1–0     | Irlanda del Norte | Parken, Copenhague                                     |                                                        |
|            | B. Laudrup 83' | Reporte |                   | Asistencia: 40,242 espectadores Árbitro(s): Vadim Zhuk | Asistencia: 40,242 espectadores Árbitro(s): Vadim Zhuk |

| 13-10-1993 | Irlanda      | 1–3     | España                            | Lansdowne Road, Dublín                                   |                                                          |
|            | Sheridan 72' | Reporte | Caminero 11' · J. Salinas 14' 26' | Asistencia: 33,000 espectadores Árbitro(s): Fabio Baldas | Asistencia: 33,000 espectadores Árbitro(s): Fabio Baldas |

| 17-11-1993 | Irlanda del Norte | 1–1     | Irlanda        | Windsor Park, Belfast                                   |                                                         |
|            | Quinn 74'         | Reporte | McLoughlin 78' | Asistencia: 10,500 espectadores Árbitro(s): Ahmet Çakar | Asistencia: 10,500 espectadores Árbitro(s): Ahmet Çakar |

| 17-11-1993 | España     | 1–0     | Dinamarca | Ramón Sánchez-Pizjuán, Sevilla                                |                                                               |
|            | Hierro 63' | Reporte |           | Asistencia: 38,000 espectadores Árbitro(s): Vassilios Nikakis | Asistencia: 38,000 espectadores Árbitro(s): Vassilios Nikakis |

## Grupo 4
| Pos. | Equipo                               | Pts. | PJ | G | E | P  | GF | GC | Dif. | Clasificación        |
| ---- | ------------------------------------ | ---- | -- | - | - | -- | -- | -- | ---- | -------------------- |
| 1    | Rumania                              | 15   | 10 | 7 | 1 | 2  | 29 | 12 | +17  | Copa Mundial de 1994 |
| 2    | Bélgica                              | 15   | 10 | 7 | 1 | 2  | 16 | 5  | +11  | Copa Mundial de 1994 |
| 3    | Representación de Checos y Eslovacos | 13   | 10 | 4 | 5 | 1  | 21 | 9  | +12  |                      |
| 4    | Gales                                | 12   | 10 | 5 | 2 | 3  | 19 | 12 | +7   |                      |
| 5    | Chipre                               | 5    | 10 | 2 | 1 | 7  | 8  | 18 | −10  |                      |
| 6    | Islas Feroe                          | 0    | 10 | 0 | 0 | 10 | 1  | 38 | −37  |                      |

 Fuente: [cita requerida]
Notas:
1. ↑  Durante las eliminatorias, Checoslovaquia se dividió en República Checa y Eslovaquia. Ante esa situación, los dos países se juntaron para completar las eliminatorias bajo el nombre de "Representación de Checos y Eslovacos".

| 22-4-1992 | Bélgica     | 1–0     | Chipre | Vanden Stock, Bruselas                                       |                                                              |
|           | Wilmots 24' | Reporte |        | Asistencia: 15,314 espectadores Árbitro(s): Manuel Díaz Vega | Asistencia: 15,314 espectadores Árbitro(s): Manuel Díaz Vega |

| 6-5-1992 | Rumania                                                                    | 7–0     | Islas Feroe | Ghencea, Bucarest                                             |                                                               |
|          | Balint 4' 40' 78' · Hagi 14' · Lǎcǎtuş 28' (pen.) · Lupescu 44' · Pană 55' | Reporte |             | Asistencia: 10,000 espectadores Árbitro(s): Vassilios Nikakis | Asistencia: 10,000 espectadores Árbitro(s): Vassilios Nikakis |

| 20-5-1992 | Rumania                                   | 5–1     | Gales    | Ghencea, Bucarest                                        |                                                          |
|           | Hagi 5' 35' · Lupescu 7' 24' · Balint 31' | Reporte | Rush 50' | Asistencia: 23,000 espectadores Árbitro(s): Fabio Baldas | Asistencia: 23,000 espectadores Árbitro(s): Fabio Baldas |

| 3-6-1992 | Islas Feroe | 0–3     | Bélgica                      | Svangaskarð, Toftir                                       |                                                           |
|          |             | Reporte | Albert 30' · Wilmots 65' 71' | Asistencia: 5,156 espectadores Árbitro(s): Leslie Mottram | Asistencia: 5,156 espectadores Árbitro(s): Leslie Mottram |

| 16-6-1992 | Islas Feroe | 0–2     | Chipre                          | Svangaskarð, Toftir                                      |                                                          |
|           |             | Reporte | Sotiriou 30' · Papavasiliou 58' | Asistencia: 4,129 espectadores Árbitro(s): Leslie Irvine | Asistencia: 4,129 espectadores Árbitro(s): Leslie Irvine |

| 2-9-1992 | Checoslovaquia | 1–2     | Bélgica                                 | Stadion Evžena Rošického, Praga                                |                                                                |
|          | Kadlec 77'     | Reporte | Chovanec 45' (a.g.) · Czerniatynski 83' | Asistencia: 10,500 espectadores Árbitro(s): Kurt Röthlisberger | Asistencia: 10,500 espectadores Árbitro(s): Kurt Röthlisberger |

| 9-9-1992 | Gales                                                      | 6–0     | Islas Feroe | Cardiff Arms Park, Cardiff                               |                                                          |
|          | Rush 5' 64' 89' · Saunders 28' · Bowen 37' · Blackmore 71' | Reporte |             | Asistencia: 7,000 espectadores Árbitro(s): Jorge Coroado | Asistencia: 7,000 espectadores Árbitro(s): Jorge Coroado |

| 23-9-1992 | Checoslovaquia                                   | 4–0     | Islas Feroe | Všešportový areál, Košice                               |                                                         |
|           | Nemeček 23' · Kuka 84' 86' · Dubovsky 90' (pen.) | Reporte |             | Asistencia: 16,278 espectadores Árbitro(s): Ahmet Çakar | Asistencia: 16,278 espectadores Árbitro(s): Ahmet Çakar |

| 14-10-1992 | Bélgica    | 1–0     | Rumania | Vanden Stock, Bruselas                                         |                                                                |
|            | Smidts 27' | Reporte |         | Asistencia: 21,000 espectadores Árbitro(s): Pierluigi Pairetto | Asistencia: 21,000 espectadores Árbitro(s): Pierluigi Pairetto |

| 14-10-1992 | Chipre | 0–1     | Gales      | Makario Stadium, Nicosia                                  |                                                           |
|            |        | Reporte | Hughes 51' | Asistencia: 12,000 espectadores Árbitro(s): László Vágner | Asistencia: 12,000 espectadores Árbitro(s): László Vágner |

| 14-11-1992 | Rumania        | 1–1     | Checoslovaquia     | Ghencea, Bucarest                                       |                                                         |
|            | Dumitrescu 49' | Reporte | Nemeček 82' (pen.) | Asistencia: 28,000 espectadores Árbitro(s): Joe Worrall | Asistencia: 28,000 espectadores Árbitro(s): Joe Worrall |

| 18-11-1992 | Bélgica                    | 2–0     | Gales | Vanden Stock, Bruselas                                   |                                                          |
|            | Staelens 53' · Degryse 58' | Reporte |       | Asistencia: 21,000 espectadores Árbitro(s): Jan Damgaard | Asistencia: 21,000 espectadores Árbitro(s): Jan Damgaard |

| 29-11-1992 | Chipre            | 1–4     | Rumania                                             | Antonis Papadopoulos, Larnaca                          |                                                        |
|            | Pittas 39' (pen.) | Reporte | Popescu 4' · Răducioiu 36' · Hagi 73' · Hanganu 86' | Asistencia: 3,000 espectadores Árbitro(s): Neji Jouini | Asistencia: 3,000 espectadores Árbitro(s): Neji Jouini |

| 13-2-1993 | Chipre | 0–3     | Bélgica                  | Makario Stadium, Nicosia                                   |                                                            |
|           |        | Reporte | Scifo 2' 5' · Albert 87' | Asistencia: 3,000 espectadores Árbitro(s): Piero Ceccarini | Asistencia: 3,000 espectadores Árbitro(s): Piero Ceccarini |

| 24-3-1993 | Chipre       | 1–1     | Representación de Checos y Eslovacos | Tsirion Stadium, Limasol                                      |                                                               |
|           | Sotiriou 47' | Reporte | Moravčik 33'                         | Asistencia: 2,000 espectadores Árbitro(s): José Mendes Pratás | Asistencia: 2,000 espectadores Árbitro(s): José Mendes Pratás |

| 31-3-1993 | Gales                | 2–0     | Bélgica | Cardiff Arms Park, Cardiff                                   |                                                              |
|           | Giggs 18' · Rush 39' | Reporte |         | Asistencia: 27,002 espectadores Árbitro(s): Aron Schmidhuber | Asistencia: 27,002 espectadores Árbitro(s): Aron Schmidhuber |

| 14-4-1993 | Rumania            | 2–1     | Chipre       | Ghencea, Bucarest                                         |                                                           |
|           | Dumitrescu 33' 55' | Reporte | Sotiriou 23' | Asistencia: 17,000 espectadores Árbitro(s): Alfred Wieser | Asistencia: 17,000 espectadores Árbitro(s): Alfred Wieser |

| 25-4-1993 | Chipre                                      | 3–1     | Islas Feroe | Tsirion Stadium, Limasol                                  |                                                           |
|           | Xiourouppas 7' · Sotiriou 43' · Ioannou 75' | Reporte | Arge 82'    | Asistencia: 4,000 espectadores Árbitro(s): Haim Lipkovich | Asistencia: 4,000 espectadores Árbitro(s): Haim Lipkovich |

| 28-4-1993 | Representación de Checos y Eslovacos | 1–1     | Gales      | Bazaly, Ostrava                                         |                                                         |
|           | Látal 41'                            | Reporte | Hughes 31' | Asistencia: 7,000 espectadores Árbitro(s): Joël Quiniou | Asistencia: 7,000 espectadores Árbitro(s): Joël Quiniou |

| 22-5-1993 | Bélgica                            | 3–0     | Islas Feroe | Vanden Stock, Bruselas                                     |                                                            |
|           | Wilmots 33' 76' · Scifo 50' (pen.) | Reporte |             | Asistencia: 20,641 espectadores Árbitro(s): Brendan Shorte | Asistencia: 20,641 espectadores Árbitro(s): Brendan Shorte |

| 2-6-1993 | Representación de Checos y Eslovacos          | 5–2     | Rumania           | Všešportový areál, Košice                                      |                                                                |
|          | Vrabec 13' · Látal 37' · Dubovský 58' 84' 90' | Reporte | Răducioiu 26' 55' | Asistencia: 15,000 espectadores Árbitro(s): Kim Milton Nielsen | Asistencia: 15,000 espectadores Árbitro(s): Kim Milton Nielsen |

| 6-6-1993 | Islas Feroe | 0–3     | Gales                               | Svangaskarð, Toftir                                   |                                                       |
|          |             | Reporte | Saunders 22' · Young 31' · Rush 69' | Asistencia: 4.209 espectadores Árbitro(s): Vadim Zhuk | Asistencia: 4.209 espectadores Árbitro(s): Vadim Zhuk |

| 16-6-1993 | Islas Feroe | 0–3     | Representación de Checos y Eslovacos | Svangaskarð, Toftir                                      |                                                          |
|           |             | Reporte | Hašek 3' · Poštulka 38' 44'          | Asistencia: 1,000 espectadores Árbitro(s): Stephen Lodge | Asistencia: 1,000 espectadores Árbitro(s): Stephen Lodge |

| 8-9-1993 | Gales                | 2–2     | Representación de Checos y Eslovacos | Cardiff Arms Park, Cardiff                                       |                                                                  |
|          | Giggs 21' · Rush 35' | Reporte | Kuka 16' · Dubovský 67'              | Asistencia: 37,558 espectadores Árbitro(s): Juan Ansuátegui Roca | Asistencia: 37,558 espectadores Árbitro(s): Juan Ansuátegui Roca |

| 8-9-1993 | Islas Feroe | 0–4     | Rumania                   | Svangaskarð, Toftir                                         |                                                             |
|          |             | Reporte | Răducioiu 23' 58' 60' 76' | Asistencia: 2,724 espectadores Árbitro(s): Vadym Shevchenko | Asistencia: 2,724 espectadores Árbitro(s): Vadym Shevchenko |

| 13-10-1993 | Rumania                               | 2–1     | Bélgica          | Ghencea, Bucarest                                       |                                                         |
|            | Răducioiu 67' (pen.) · Dumitrescu 85' | Reporte | Scifo 88' (pen.) | Asistencia: 38,000 espectadores Árbitro(s): Sándor Puhl | Asistencia: 38,000 espectadores Árbitro(s): Sándor Puhl |

| 13-10-1993 | Gales                   | 2–0     | Chipre | Cardiff Arms Park, Cardiff                             |                                                        |
|            | Saunders 70' · Rush 86' | Reporte |        | Asistencia: 30,825 espectadores Árbitro(s): Philip Don | Asistencia: 30,825 espectadores Árbitro(s): Philip Don |

| 27-10-1993 | Representación de Checos y Eslovacos    | 3–0     | Chipre | Všešportový areál, Košice                               |                                                         |
|            | Dubovský 11' · Hapal 23' · Skuhravý 77' | Reporte |        | Asistencia: 16,602 espectadores Árbitro(s): Lube Spasov | Asistencia: 16,602 espectadores Árbitro(s): Lube Spasov |

| 17-11-1993 | Gales        | 1–2     | Rumania                  | Cardiff Arms Park, Cardiff                                     |                                                                |
|            | Saunders 61' | Reporte | Hagi 32' · Răducioiu 83' | Asistencia: 40,000 espectadores Árbitro(s): Kurt Röthlisberger | Asistencia: 40,000 espectadores Árbitro(s): Kurt Röthlisberger |

| 17-11-1993 | Bélgica | 0–0     | Representación de Checos y Eslovacos | Vanden Stock, Bruselas                                   |                                                          |
|            |         | Reporte |                                      | Asistencia: 21,000 espectadores Árbitro(s): Hellmut Krug | Asistencia: 21,000 espectadores Árbitro(s): Hellmut Krug |

## Grupo 5
| Pos. | Equipo              | Pts. | PJ | G | E | P | GF | GC | Dif. | Clasificación         |
| ---- | ------------------- | ---- | -- | - | - | - | -- | -- | ---- | --------------------- |
| 1    | Grecia              | 14   | 8  | 6 | 2 | 0 | 10 | 2  | +8   | Copa Mundial de 1994  |
| 2    | Rusia               | 12   | 8  | 5 | 2 | 1 | 15 | 4  | +11  | Copa Mundial de 1994  |
| 3    | Islandia            | 8    | 8  | 3 | 2 | 3 | 7  | 6  | +1   |                       |
| 4    | Hungría             | 5    | 8  | 2 | 1 | 5 | 6  | 11 | −5   |                       |
| 5    | Luxemburgo          | 1    | 8  | 0 | 1 | 7 | 2  | 17 | −15  |                       |
| 6    | R. F. de Yugoslavia | 0    | 0  | 0 | 0 | 0 | 0  | 0  | 0    | Suspendido por la ONU |

 Fuente: 
| 13-5-1992 | Grecia            | 1 – 0   | Islandia | Olympic Stadium, Atenas                                           |                                                                   |
|           | Sofianopoulos 25' | Reporte |          | Asistencia: 2,874 espectadores Árbitro(s): Karl-Josef Assenmacher | Asistencia: 2,874 espectadores Árbitro(s): Karl-Josef Assenmacher |

| 3-6-1992 | Hungría      | 1 – 2   | Islandia                      | Népstadion, Budapest                                         |                                                              |
|          | K. Kovács 3' | Reporte | Orlygsson 51' · Magnússon 73' | Asistencia: 11,000 espectadores Árbitro(s): Angelo Amendolia | Asistencia: 11,000 espectadores Árbitro(s): Angelo Amendolia |

| 9-9-1992 | Luxemburgo | 0 – 3   | Hungría                        | Josy Barthel Stadium, Luxemburgo                         |                                                          |
|          |            | Reporte | Détári 15' · K. Kovács 53' 78' | Asistencia: 3,026 espectadores Árbitro(s): Loizos Loizou | Asistencia: 3,026 espectadores Árbitro(s): Loizos Loizou |

| 7-10-1992 | Islandia | 0 – 1   | Grecia              | Laugardalsvöllur, Reikiavik                            |                                                        |
|           |          | Reporte | P. Tsalouchidis 61' | Asistencia: 4,973 espectadores Árbitro(s): Howard King | Asistencia: 4,973 espectadores Árbitro(s): Howard King |

| 14-10-1992 | Rusia     | 1 – 0   | Islandia | Luzhniki Stadium, Moscú                                 |                                                         |
|            | Yuran 65' | Reporte |          | Asistencia: 18,000 espectadores Árbitro(s): Lube Spasov | Asistencia: 18,000 espectadores Árbitro(s): Lube Spasov |

| 28-10-1992 | Rusia                    | 2 – 0   | Luxemburgo | Luzhniki Stadium, Moscú                               |                                                       |
|            | Yuran 5' · Radchenko 24' | Reporte |            | Asistencia: 1,750 espectadores Árbitro(s): Ilkka Koho | Asistencia: 1,750 espectadores Árbitro(s): Ilkka Koho |

| 11-11-1992 | Grecia | 0 – 0   | Hungría | Kaftanzoglio Stadium, Salonica                         |                                                        |
|            |        | Reporte |         | Asistencia: 35,367 espectadores Árbitro(s): Philip Don | Asistencia: 35,367 espectadores Árbitro(s): Philip Don |

| 17-2-1993 | Grecia                                   | 2 – 0   | Luxemburgo | Olympic Stadium, Atenas                                   |                                                           |
|           | Dimitriadis 30' (pen.) · Mitropoulos 65' | Reporte |            | Asistencia: 36,256 espectadores Árbitro(s): Václav Krondl | Asistencia: 36,256 espectadores Árbitro(s): Václav Krondl |

| 31-3-1993 | Hungría | 0 – 1   | Grecia                 | Népstadion, Budapest                                     |                                                          |
|           |         | Reporte | Apostolakis 70' (pen.) | Asistencia: 20,000 espectadores Árbitro(s): Hellmut Krug | Asistencia: 20,000 espectadores Árbitro(s): Hellmut Krug |

| 14-4-1993 | Luxemburgo | 0 – 4   | Rusia                                        | Municipal, Luxemburgo                                  |                                                        |
|           |            | Reporte | Kiriakov 11' 46' · Shalimov 58' · Kulkov 90' | Asistencia: 3,180 espectadores Árbitro(s): Alan Snoddy | Asistencia: 3,180 espectadores Árbitro(s): Alan Snoddy |

| 28-4-1993 | Rusia                                       | 3 – 0   | Hungría | Luzhniki Stadium, Moscú                                  |                                                          |
|           | Kanchelskis 55' · Kolyvanov 60' · Yuran 85' | Reporte |         | Asistencia: 25,000 espectadores Árbitro(s): Guy Goethals | Asistencia: 25,000 espectadores Árbitro(s): Guy Goethals |

| 20-5-1993 | Luxemburgo           | 1 – 1   | Islandia       | Municipal, Luxemburgo                                             |                                                                   |
|           | Birgisson 70' (a.g.) | Reporte | Gudjohnsen 40' | Asistencia: 1,965 espectadores Árbitro(s): Jorge Monteiro Coroado | Asistencia: 1,965 espectadores Árbitro(s): Jorge Monteiro Coroado |

| 23-5-1993 | Rusia                  | 1 – 1   | Grecia          | Luzhniki Stadium, Moscú                                     |                                                             |
|           | Dobrovolski 70' (pen.) | Reporte | Mitropoulos 45' | Asistencia: 35,000 espectadores Árbitro(s): Peter Mikkelsen | Asistencia: 35,000 espectadores Árbitro(s): Peter Mikkelsen |

| 2-6-1993 | Islandia       | 1 – 1   | Rusia        | Laugardalsvöllur, Reikiavik                               |                                                           |
|          | Sverrisson 25' | Reporte | Kiriakov 38' | Asistencia: 3,308 espectadores Árbitro(s): Leslie Mottram | Asistencia: 3,308 espectadores Árbitro(s): Leslie Mottram |

| 16-6-1993 | Islandia                        | 2 – 0   | Hungría | Laugardalsvöllur, Reikiavik                            |                                                        |
|           | Sverrisson 13' · Gudjohnsen 77' | Reporte |         | Asistencia: 2,755 espectadores Árbitro(s): Rémi Harrel | Asistencia: 2,755 espectadores Árbitro(s): Rémi Harrel |

| 8-9-1993 | Hungría    | 1 – 3   | Rusia                                        | Üllői úti Stadion, Budapest                                    |                                                                |
|          | Klausz 20' | Reporte | Piatnitski 14' · Kiriakov 53' · Borodiuk 89' | Asistencia: 6,000 espectadores Árbitro(s): Gheorghe Constantin | Asistencia: 6,000 espectadores Árbitro(s): Gheorghe Constantin |

| 8-9-1993 | Islandia       | 1 – 0   | Luxemburgo | Laugardalsvöllur, Reikiavik                               |                                                           |
|          | Ingólfsson 61' | Reporte |            | Asistencia: 3,969 espectadores Árbitro(s): Nemus Djurhuus | Asistencia: 3,969 espectadores Árbitro(s): Nemus Djurhuus |

| 12-10-1993 | Luxemburgo  | 1 – 3   | Grecia                                        | Municipal, Luxemburgo                                     |                                                           |
|            | Fanelli 82' | Reporte | Machlas 31' · Apostolakis 63' · Saravakos 71' | Asistencia: 2,538 espectadores Árbitro(s): Andrew Waddell | Asistencia: 2,538 espectadores Árbitro(s): Andrew Waddell |

| 27-10-1993 | Hungría    | 1 – 0   | Luxemburgo | Üllői úti Stadion, Budapest                            |                                                        |
|            | Détári 20' | Reporte |            | Asistencia: 1,500 espectadores Árbitro(s): Oğuz Sarvan | Asistencia: 1,500 espectadores Árbitro(s): Oğuz Sarvan |

| 17-11-1993 | Grecia      | 1 – 0   | Rusia | Olympic Stadium, Atenas                                         |                                                                 |
|            | Machlas 69' | Reporte |       | Asistencia: 40,151 espectadores Árbitro(s): Jean-Fidèle Diramba | Asistencia: 40,151 espectadores Árbitro(s): Jean-Fidèle Diramba |

## Grupo 6
| Pos. | Equipo    | Pts. | PJ | G | E | P | GF | GC | Dif. | Clasificación        |
| ---- | --------- | ---- | -- | - | - | - | -- | -- | ---- | -------------------- |
| 1    | Suecia    | 15   | 10 | 6 | 3 | 1 | 19 | 8  | +11  | Copa Mundial de 1994 |
| 2    | Bulgaria  | 14   | 10 | 6 | 2 | 2 | 19 | 10 | +9   | Copa Mundial de 1994 |
| 3    | Francia   | 13   | 10 | 6 | 1 | 3 | 17 | 10 | +7   |                      |
| 4    | Austria   | 8    | 10 | 3 | 2 | 5 | 15 | 16 | −1   |                      |
| 5    | Finlandia | 5    | 10 | 2 | 1 | 7 | 9  | 18 | −9   |                      |
| 6    | Israel    | 5    | 10 | 1 | 3 | 6 | 10 | 27 | −17  |                      |

 Fuente: [cita requerida]
| 14-5-1992 | Finlandia | 0–3     | Bulgaria                         | Olympiastadion, Helsinki                               |                                                        |
|           |           | Reporte | Balakov 62' · Kostadinov 73' 87' | Asistencia: 8,602 espectadores Árbitro(s): Dušan Colić | Asistencia: 8,602 espectadores Árbitro(s): Dušan Colić |

| 9-9-1992 | Bulgaria                           | 2–0     | Francia | Vasil Levski National Stadium, Sofía                    |                                                         |
|          | Stoichkov 21' (pen.) · Balakov 29' | Reporte |         | Asistencia: 41,000 espectadores Árbitro(s): Sándor Puhl | Asistencia: 41,000 espectadores Árbitro(s): Sándor Puhl |

| 9-9-1992 | Finlandia | 0–1     | Suecia              | Olympiastadion, Helsinki                               |                                                        |
|          |           | Reporte | Ingesson 77' (pen.) | Asistencia: 13,617 espectadores Árbitro(s): Vadim Zhuk | Asistencia: 13,617 espectadores Árbitro(s): Vadim Zhuk |

| 7-10-1992 | Suecia                      | 2–0     | Bulgaria | Råsunda Stadium, Solna                                        |                                                               |
|           | Dahlin 56' · Pettersson 76' | Reporte |          | Asistencia: 20,625 espectadores Árbitro(s): John Blankenstein | Asistencia: 20,625 espectadores Árbitro(s): John Blankenstein |

| 14-10-1992 | Francia                | 2–0     | Austria | Parc des Princes, París                                |                                                        |
|            | Papin 3' · Cantona 77' | Reporte |         | Asistencia: 39,186 espectadores Árbitro(s): Vadim Zhuk | Asistencia: 39,186 espectadores Árbitro(s): Vadim Zhuk |

| 28-10-1992 | Austria                                                  | 5–2     | Israel        | Ernst Happel Stadium, Viena                                    |                                                                |
|            | Herzog 41' 46' · Polster 49' · Stöger 56' · A. Ogris 87' | Reporte | Zohar 53' 77' | Asistencia: 12,000 espectadores Árbitro(s): João Pinto Correia | Asistencia: 12,000 espectadores Árbitro(s): João Pinto Correia |

| 11-11-1992 | Israel    | 1–3     | Suecia                                 | Ramat Gan Stadium, Ramat Gan                                   |                                                                |
|            | Banin 42' | Reporte | Limpar 37' · Dahlin 58' · Ingesson 74' | Asistencia: 25,230 espectadores Árbitro(s): Serge Muhmenthaler | Asistencia: 25,230 espectadores Árbitro(s): Serge Muhmenthaler |

| 14-11-1992 | Francia                 | 2–1     | Finlandia    | Parc des Princes, París                                 |                                                         |
|            | Papin 18' · Cantona 31' | Reporte | Järvinen 54' | Asistencia: 28,630 espectadores Árbitro(s): Jozef Marko | Asistencia: 28,630 espectadores Árbitro(s): Jozef Marko |

| 2-12-1992 | Israel | 0–2     | Bulgaria                | Ramat Gan Stadium, Ramat Gan                                  |                                                               |
|           |        | Reporte | Sirakov 56' · Penev 83' | Asistencia: 15,000 espectadores Árbitro(s): Vassilios Nikakis | Asistencia: 15,000 espectadores Árbitro(s): Vassilios Nikakis |

| 17-2-1993 | Israel | 0–4     | Francia                                 | Ramat Gan Stadium, Ramat Gan                               |                                                            |
|           |        | Reporte | Cantona 28' · Blanc 62' 84' · Roche 89' | Asistencia: 26,000 espectadores Árbitro(s): Ryszard Wójcik | Asistencia: 26,000 espectadores Árbitro(s): Ryszard Wójcik |

| 27-3-1993 | Austria | 0–1     | Francia   | Ernst Happel Stadium, Viena                                   |                                                               |
|           |         | Reporte | Papin 58' | Asistencia: 37,837 espectadores Árbitro(s): John Blankenstein | Asistencia: 37,837 espectadores Árbitro(s): John Blankenstein |

| 14-4-1993 | Austria                                       | 3–1     | Bulgaria   | Ernst Happel Stadium, Viena                                  |                                                              |
|           | Pfeifenberger 8' · Kuhbauer 25' · Polster 89' | Reporte | Ivanov 54' | Asistencia: 19,500 espectadores Árbitro(s): Sergei Khusainov | Asistencia: 19,500 espectadores Árbitro(s): Sergei Khusainov |

| 28-4-1993 | Francia                | 2–1     | Suecia     | Parc des Princes, París                                        |                                                                |
|           | Cantona 42' (pen.) 81' | Reporte | Dahlin 14' | Asistencia: 34,134 espectadores Árbitro(s): Pierluigi Pairetto | Asistencia: 34,134 espectadores Árbitro(s): Pierluigi Pairetto |

| 28-4-1993 | Bulgaria                          | 2–0     | Finlandia | Vasil Levski National Stadium, Sofía                      |                                                           |
|           | Stoichkov 15' (pen.) · Yankov 43' | Reporte |           | Asistencia: 20,000 espectadores Árbitro(s): Lim Kee Chong | Asistencia: 20,000 espectadores Árbitro(s): Lim Kee Chong |

| 12-5-1993 | Bulgaria                           | 2–2     | Israel                        | Vasil Levski National Stadium, Sofía                    |                                                         |
|           | Stoichkov 35' (pen.) · Sirakov 60' | Reporte | R. Harazi 52' · Rosenthal 53' | Asistencia: 25,000 espectadores Árbitro(s): Ahmet Çakar | Asistencia: 25,000 espectadores Árbitro(s): Ahmet Çakar |

| 13-5-1993 | Finlandia                                  | 3–1     | Austria    | Paavo Nurmi Stadium, Turku                             |                                                        |
|           | Paatelainen 17' · Rajamäki 20' · Hjelm 52' | Reporte | Zisser 89' | Asistencia: 13,682 espectadores Árbitro(s): John Ferry | Asistencia: 13,682 espectadores Árbitro(s): John Ferry |

| 19-5-1993 | Suecia          | 1–0     | Austria | Råsunda Stadium, Solna                                    |                                                           |
|           | J. Eriksson 50' | Reporte |         | Asistencia: 27,775 espectadores Árbitro(s): Michel Piraux | Asistencia: 27,775 espectadores Árbitro(s): Michel Piraux |

| 2-6-1993 | Suecia                                             | 5–0     | Israel | Råsunda Stadium, Solna                                       |                                                              |
|          | Brolin 17' 41' 65' · Zetterberg 55' · Landberg 89' | Reporte |        | Asistencia: 22,042 espectadores Árbitro(s): Sergei Khusainov | Asistencia: 22,042 espectadores Árbitro(s): Sergei Khusainov |

| 16-6-1993 | Finlandia | 0–0     | Israel | Lahti Stadium, Lahti                                         |                                                              |
|           |           | Reporte |        | Asistencia: 4,620 espectadores Árbitro(s): Volodymyr Pyanykh | Asistencia: 4,620 espectadores Árbitro(s): Volodymyr Pyanykh |

| 22-8-1993 | Suecia     | 1–1     | Francia    | Råsunda Stadium, Solna                                       |                                                              |
|           | Dahlin 89' | Reporte | Sauzee 77' | Asistencia: 30,530 espectadores Árbitro(s): Aron Schmidhuber | Asistencia: 30,530 espectadores Árbitro(s): Aron Schmidhuber |

| 25-8-1993 | Austria                                              | 3–0     | Finlandia | Ernst Happel Stadium, Viena                                    |                                                                |
|           | Kühbauer 26' · Pfeifenberger 41' · Herzog 89' (pen.) | Reporte |           | Asistencia: 21,000 espectadores Árbitro(s): Michał Listkiewicz | Asistencia: 21,000 espectadores Árbitro(s): Michał Listkiewicz |

| 8-9-1993 | Finlandia | 0–2     | Francia                      | Ratina Stadium, Tampere                                  |                                                          |
|          |           | Reporte | Blanc 47' · Papin 55' (pen.) | Asistencia: 7,200 espectadores Árbitro(s): Stephen Lodge | Asistencia: 7,200 espectadores Árbitro(s): Stephen Lodge |

| 8-9-1993 | Bulgaria             | 1–1     | Suecia     | Vasil Levski National Stadium, Sofía                       |                                                            |
|          | Stoichkov 21' (pen.) | Reporte | Dahlin 26' | Asistencia: 36,000 espectadores Árbitro(s): Ryszard Wójcik | Asistencia: 36,000 espectadores Árbitro(s): Ryszard Wójcik |

| 13-10-1993 | Francia                 | 2–3     | Israel                                    | Parc des Princes, París                                 |                                                         |
|            | Sauzée 32' · Ginola 43' | Reporte | R. Harazi 21' · E.Berkovic 83' · Atar 90' | Asistencia: 32,700 espectadores Árbitro(s): Alan Snoddy | Asistencia: 32,700 espectadores Árbitro(s): Alan Snoddy |

| 13-10-1993 | Bulgaria                                           | 4–1     | Austria    | Vasil Levski National Stadium, Sofía                        |                                                             |
|            | Penev 6' 67' · Stoichkov 33' (pen.) · Letchkov 86' | Reporte | Herzog 51' | Asistencia: 22,500 espectadores Árbitro(s): Marcello Nicchi | Asistencia: 22,500 espectadores Árbitro(s): Marcello Nicchi |

| 13-10-1993 | Suecia                       | 3–2     | Finlandia                   | Råsunda Stadium, Solna                                  |                                                         |
|            | Dahlin 27' 46' · Larsson 40' | Reporte | Suominen 14' · Litmanen 60' | Asistencia: 30,177 espectadores Árbitro(s): Ahmet Çakar | Asistencia: 30,177 espectadores Árbitro(s): Ahmet Çakar |

| 27-10-1993 | Israel       | 1–1     | Austria      | Ramat Gan Stadium, Ramat Gan                              |                                                           |
|            | Rosenthal 3' | Reporte | Reinmayr 15' | Asistencia: 23,500 espectadores Árbitro(s): László Vágner | Asistencia: 23,500 espectadores Árbitro(s): László Vágner |

| 10-11-1993 | Austria    | 1–1     | Suecia   | Ernst Happel Stadium, Viena                                  |                                                              |
|            | Herzog 70' | Reporte | Mild 67' | Asistencia: 25,000 espectadores Árbitro(s): Manuel Díaz Vega | Asistencia: 25,000 espectadores Árbitro(s): Manuel Díaz Vega |

| 10-11-1993 | Israel        | 1–3     | Finlandia                      | Ramat Gan Stadium, Ramat Gan                              |                                                           |
|            | R. Harazi 90' | Reporte | Hyryläinen 54' 85' · Hjelm 73' | Asistencia: 10,000 espectadores Árbitro(s): Daniel Roduit | Asistencia: 10,000 espectadores Árbitro(s): Daniel Roduit |

| 17-11-1993 | Francia     | 1–2     | Bulgaria           | Parc des Princes, París                                    |                                                            |
|            | Cantona 31' | Reporte | Kostadinov 37' 90' | Asistencia: 48,402 espectadores Árbitro(s): Leslie Mottram | Asistencia: 48,402 espectadores Árbitro(s): Leslie Mottram |

## Clasificados:
| Bandera de Alemania         | Bandera de Bélgica          | Bandera de Bulgaria | Bandera de España | Bandera de Grecia | Bandera de Irlanda | Bandera de Italia |
| Alemania (Campeón defensor) | Bélgica                     | Bulgaria            | España            | Grecia            | Irlanda            | Italia            |
| Bandera de Noruega          | Bandera de los Países Bajos | Bandera de Rumania  | Bandera de Rusia  | Bandera de Suecia | Bandera de Suiza   |                   |
| Noruega                     | Países Bajos                | Rumania             | Rusia             | Suecia            | Suiza              |                   |
| --------------------------- | --------------------------- | ------------------- | ----------------- | ----------------- | ------------------ | ----------------- |